# غافين ليندسي
غافين ليندسي هو لاعب هوكي الجليد كندي، ولد في 5 يوليو 1929 في تورونتو في كندا.